# Maria Angela Danzì
Maria Angela Danzì (ur. 5 lipca 1957 w Librizzi) – włoska polityk i urzędniczka, posłanka do Parlamentu Europejskiego IX kadencji.

## Życiorys
W 1977 ukończyła szkołę średnią w Patti, a w 1981 studia z zakresu nauk politycznych na Uniwersytecie w Mesynie. Zawodowo związana z administracją lokalną, stopniowo obejmując wyższe stanowiska urzędnicze. W latach 2007–2012 pełniła funkcję sekretarza generalnego i dyrektora generalnego administracji miejskiej w Genui. Później zatrudniona w departamencie obrony cywilnej, a także jako zastępczyni komisarza w prefekturach w Seregno i Brindisi. Od 2018 do 2019 była sekretarzem generalnym i dyrektorem generalnym w prowincji Varese, następnie przeszła do pracy w rejestrze sekretarzy gmin w ramach ministerstwa spraw wewnętrznych. Autorka m.in. artykułów w dzienniku „Il Sole 24 Ore”.
Działaczka Ruchu Pięciu Gwiazd. W 2019 bez powodzenia kandydowała do Europarlamentu. Mandat posłanki do PE IX kadencji objęła jednak w listopadzie 2022.

## Odznaczenia
Odznaczona Orderem Zasługi Republiki Włoskiej klasy III (2008) i II (2018).